# Annie Leibovitz

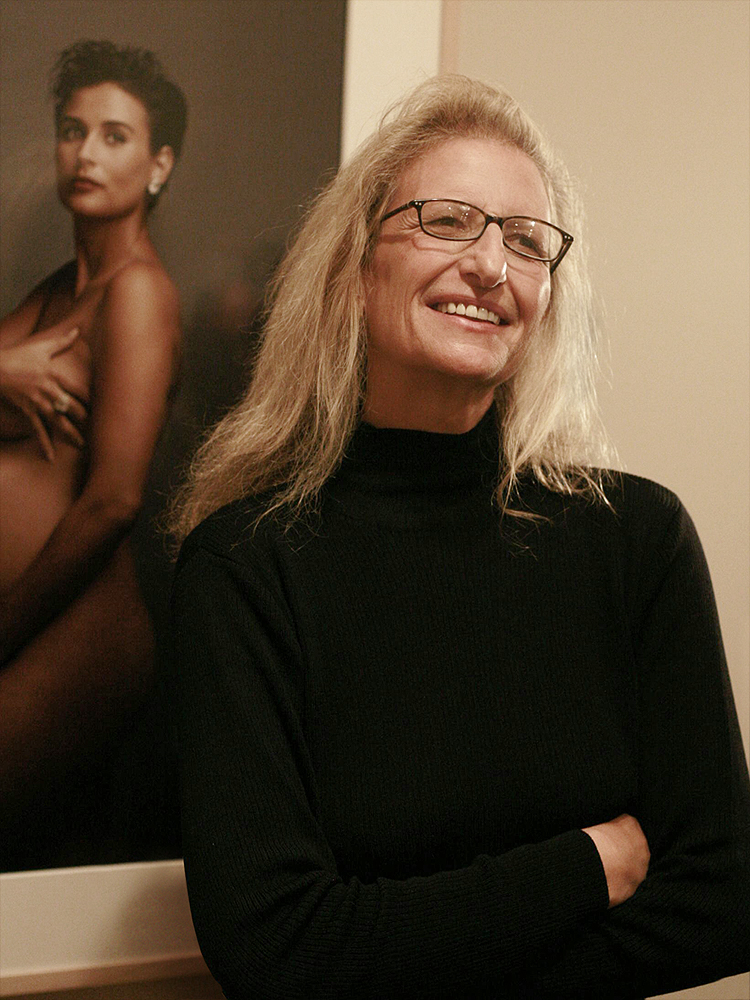
Annie Leibovitz

Annie Leibovitz (eredeti nevén Anna-Lou Leibovitz) (Waterbury, Connecticut, 1949. október 2. –) amerikai fotográfus, elsősorban zenészekről és más hírességekről készült portréfotóiról híres.
Vállaltan leszbikus, hosszú évekig Susan Sontag írónő volt az élettársa, annak 2004-ben bekövetkezett haláláig.

## Karrierje
Leibovitz 13 éven át (1970–1983) volt a Rolling Stone zenei magazin fotósa, ezalatt lett világszerte ismert. 1975-ben hivatalos fotósként kísérte világkörüli útján a Rolling Stones együttest.
Az 1980-as években kilépett a rock-fotós skatulyából, reklámkampányokhoz és könyvekhez is fotózott, számos díjat is nyert. 1983-ban elhagyta a Rolling Stone-t és – immár exkluzív szerződés nélkül – a Vanity Fair magazinnak kezdett dolgozni, legtöbb munkája jelenleg is itt jelenik meg. Több könyvet (fotóalbumot) is kiadott, ezek a Women, Olimpic Portraits, Dancers, American Music, Photographs 1970–1999, Stardust.
Ő volt a második fotós, akinek még életében önálló kiállítást szentelt a washingtoni National Portrait Gallery.

## Jelentősebb fotói
- John Lennon 1980 – Lennon halálának reggelén készült, ez az "utolsó fotó" Lennonról (Ez csak bizonyos szempontból igaz, ugyanis egy másik fotóriporter később még lefényképezte Lennont, amint a háza előtt autogramot ad Mark Chapman-nek, későbbi gyilkosának, de az a fotó nem jelent meg). Leibovitz képén az ágyon ruhában fekvő Yoko Ono-t öleli át a meztelen Lennon. A kép a Rolling Stone címlapja lett.

- Demi Moore – meztelenül, a testére festett ruhában.
- Whoopi Goldberg – egy fürdőkádnyi tejben fekve, felülről fotózva
- Az első hivatalosan közölt fotók Tom Cruise és Katie Holmes gyermekéről, Suriról (2006)